# Monomorium destructor
Monomorium destructor är en myrart som först beskrevs av Jerdon 1851.  Monomorium destructor ingår i släktet Monomorium och familjen myror. Inga underarter finns listade i Catalogue of Life.

## Bildgalleri